# Vermillion Lies

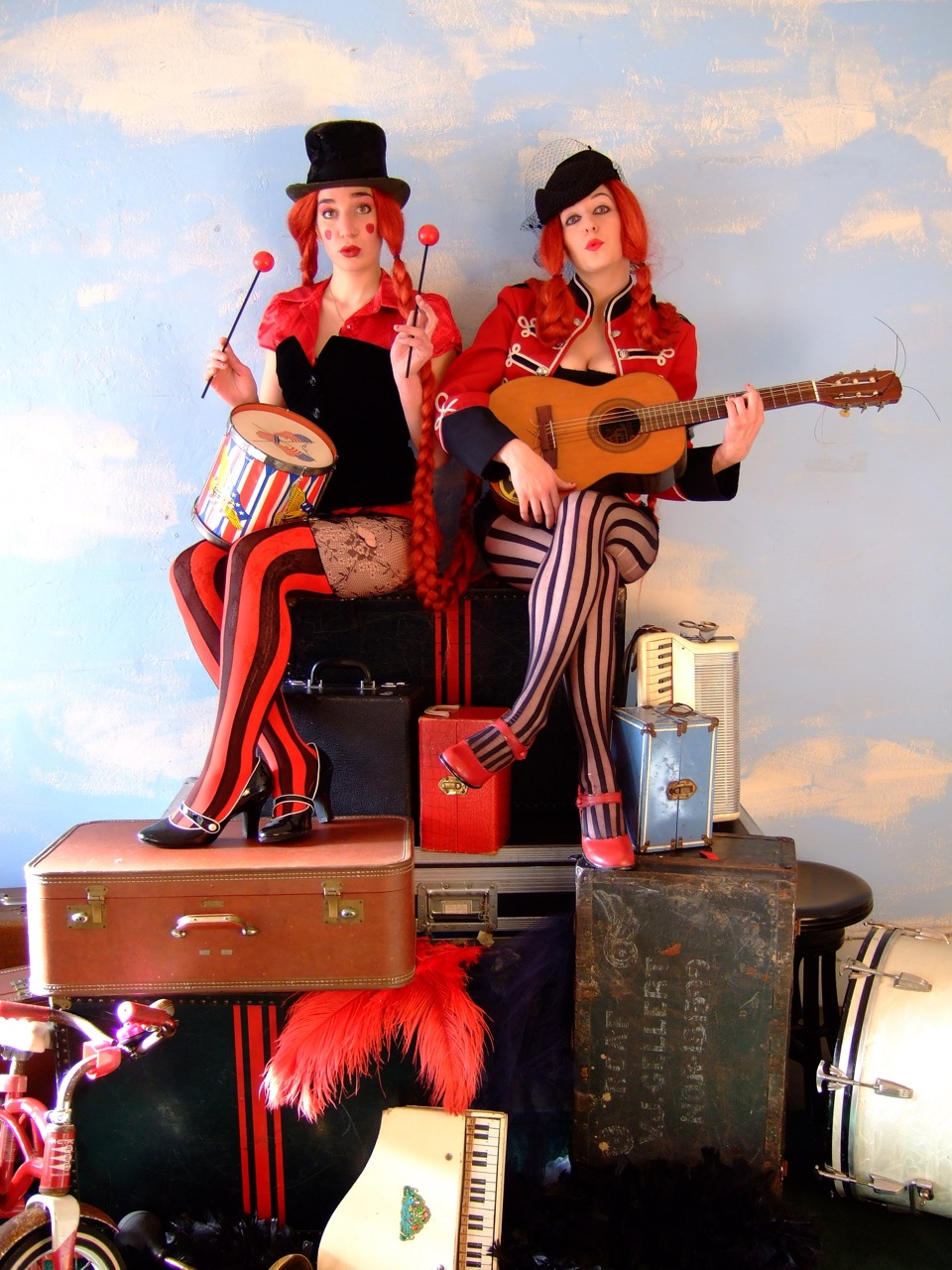
Vermillion Lies en 2007

Vermillion Lies est un groupe de cabaret originaire de Californie.

## Présentation
La formation Vermillion Lies vient d'Oakland (Californie) et se compose des sœurs Kim et Zoé Boekbinder. Leur travail se caractérise par des éléments puisés dans le cabaret, la musique folk ou encore le cirque.

## Discographie
- 2006 : Separated By Birth
- 2008 : What's in the Box ?